# Ејџакс (Онтарио)
Ејџакс (енгл. Ajax) је градић у Канади у покрајини Онтарио. Према резултатима пописа 2011. у граду је живело 109.600 становника.

## Становништво
Према резултатима пописа становништва из 2011. у граду је живело 109.600 становника, што је за 21,6% више у односу на попис из 2006. када је регистровано 90.167 житеља.
| 2006.  | 2011.   | 2016.   |
| ------ | ------- | ------- |
| 90.167 | 109.600 | 119.677 |

## Познати становници
- Дерек Корнелијус, канадски фудбалер